# Jules Janssen
Pour les articles homonymes, voir Janssen.
Pierre Jules César Janssen, plus connu sous le nom de Jules Janssen, né le 22 février 1824 à Paris et mort le 23 décembre 1907 à Meudon, est un astronome français.

## Biographie
Jules Janssen naît le 22 février 1824 à Paris. Ses études sont retardées par des difficultés à marcher, du fait d'un accident.
Jules Janssen, qui cite souvent le nom de Joseph Charles d’Almeida dans ses carnets, rencontre celui-ci à ses conférences en mars 1855 et lui montre ses spectres. Il obtient son doctorat en sciences physiques avec une thèse sur l'Absorption de la chaleur rayonnante obscure dans les milieux de l'œil en 1860 et devient professeur de physique à l'École d'architecture en 1865. Attiré par les travaux de Gustav Robert Kirchhoff et Robert Wilhelm Bunsen sur la spectroscopie, il est l'un des premiers à associer le spectroscope à prisme à l'astronomie.
En 1863, il confirme que la Lune n'a pas d'atmosphère, puis en 1867 que celle de Mars contient de la vapeur d'eau. Il étudie le rayonnement solaire et sa perturbation par l'atmosphère terrestre. Envoyé par le Bureau des longitudes en Inde pour l'observation de l'éclipse totale à Guntur en 1868, il découvre une méthode d'observation des protubérances solaires en tout temps. C'est au cours de cette observation qu'il remarque le 18 août 1868 une raie inconnue dans l'atmosphère solaire : c'est celle de l'hélium, ainsi nommée par J. Norman Lockyer. Il est distingué chevalier de la Légion d'honneur en 1868.
Le 2 décembre 1870, il quitte Paris assiégé à bord du ballon Le Volta, pour aller observer l'éclipse à Oran. Ce sera la seule mission scientifique de toute l'aventure des ballons montés. Curieusement, la plaque commémorative (largement posthume) de cet exploit, sur le socle de sa statue au château de Meudon, le représente décollant du parc du château, alors qu'il a décollé de la gare d'Orléans, et qu'il a atterri à Bouvron  en Loire-Atlantique.
Il devient membre de l'Académie des sciences le 10 février 1873, puis, le 26 mai 1874, il est élu au Bureau des longitudes.
En 1874, il invente le « revolver astronomique » pour pouvoir photographier le passage de la planète Vénus devant le Soleil et va jusqu'au Japon pour obtenir le meilleur point de visée, produisant un des premiers films de l'histoire intitulé Passage de Vénus. Cet outil inspirera Étienne-Jules Marey en 1882 pour réaliser son fusil photographique. Il est lauréat de la Médaille Rumford en 1876.
Jules Janssen pousse à la création d'un Observatoire d'astronomie physique à Paris, qui se fera finalement à Meudon. Il présente un projet de restauration du château de Meudon, commence à installer divers instruments d'observation dès 1876, puis obtient les fonds nécessaires (plus d'un million de francs de l'époque) à reconstruire les bâtiments. À la suite de la promulgation de la loi l'instaurant le 15 avril 1879, les travaux démarrent; une grande coupole est créée qui abrite toujours des instruments d'observation. L'Observatoire de Meudon reste l'un des laboratoires de référence pour l'étude du Soleil.
À partir de 1888, malgré son âge et son infirmité, il fait trois fois l'ascension du Mont Blanc pour y établir un observatoire. Il réussit après de nombreux aléas à faire installer une lunette de 30 cm au plus près du sommet, à 4 800 m d'altitude, pour minimiser les perturbations atmosphériques. Cet observatoire resta en place pendant quinze ans puis fut englouti par les glaces comme l'avait prédit Joseph Vallot.
Janssen fut président d'honneur de la Société française de photographie de 1891 à 1893, succédant à Eugène Péligot, président de l'Union nationale des sociétés photographiques de France en 1892. Il fut aussi président de la Société astronomique de France entre 1895 et 1897.
En 1906, il reçoit la médaille du progrès de la Royal Photographic Society.
Il est inhumé au cimetière du Père-Lachaise (4e division), le 27 décembre 1907.

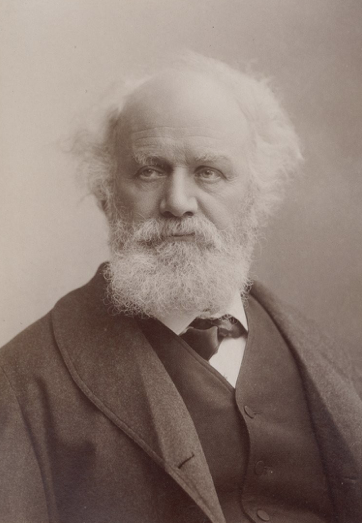
Portrait de Jules Janssen (Atelier Nadar).
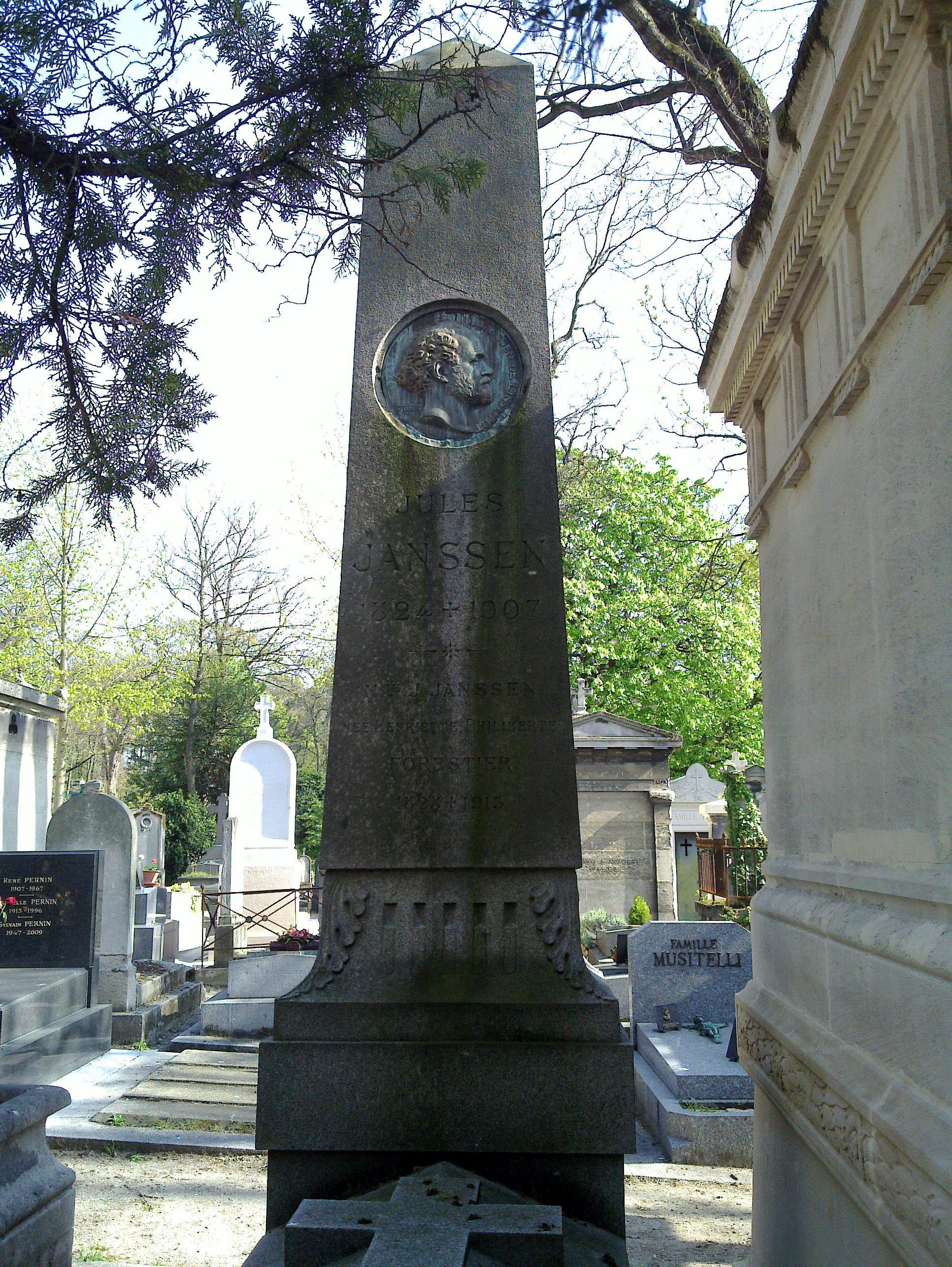
Médaillon par Alphée Dubois sur la tombe de Jules Janssen au cimetière du Père-Lachaise.
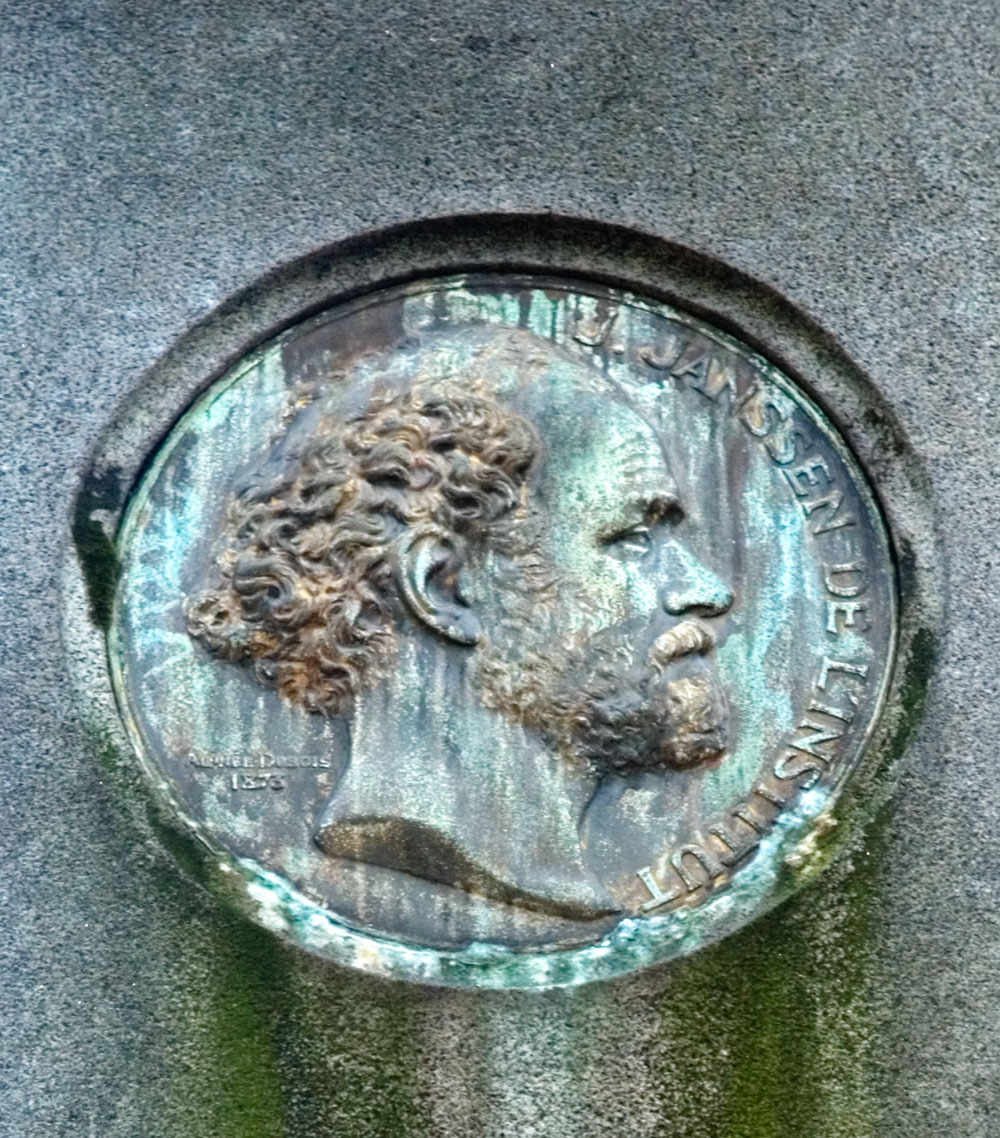
Médaillon par Alphée Dubois sur la tombe de Jules Janssen au cimetière du Père-Lachaise.
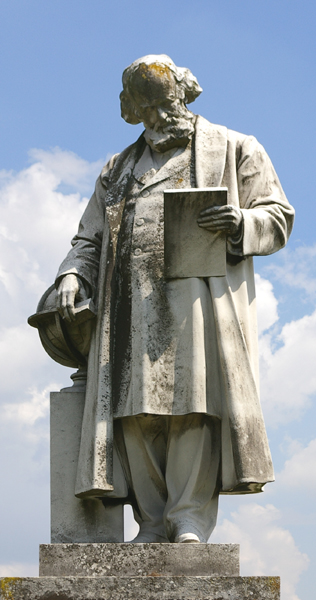
Statue de Jules Janssen face à l'observatoire de Meudon.
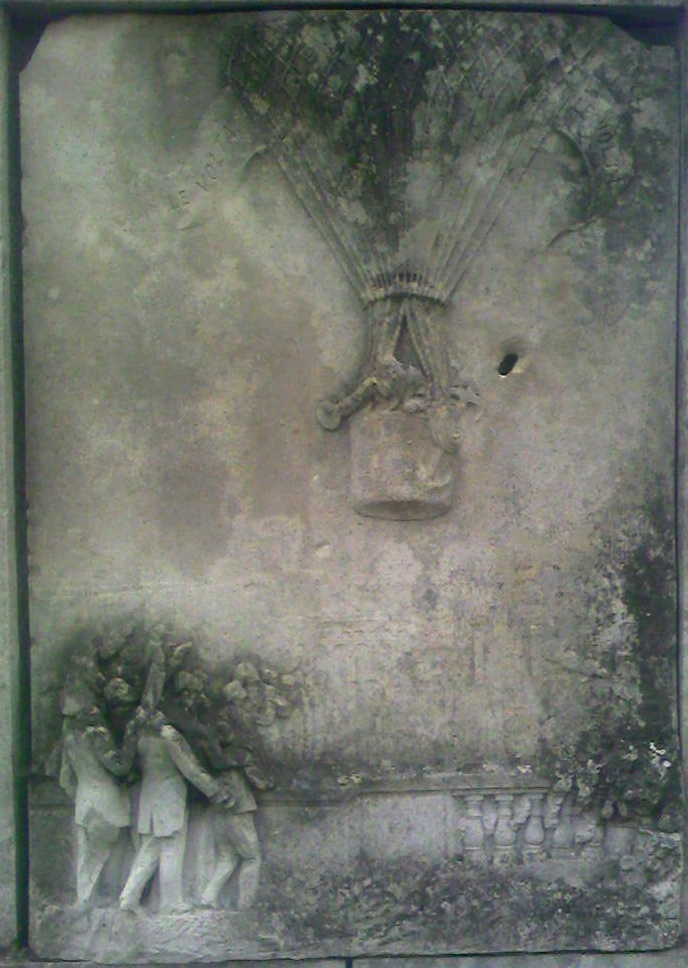
Vue d'artiste sur son envol en ballon en 1870 (socle de la statue, Meudon). Il s'échappe de Paris assiégé par les Prussiens en ballon (le Volta) le 2 décembre 1870 afin d'observer une éclipse solaire à Oran.
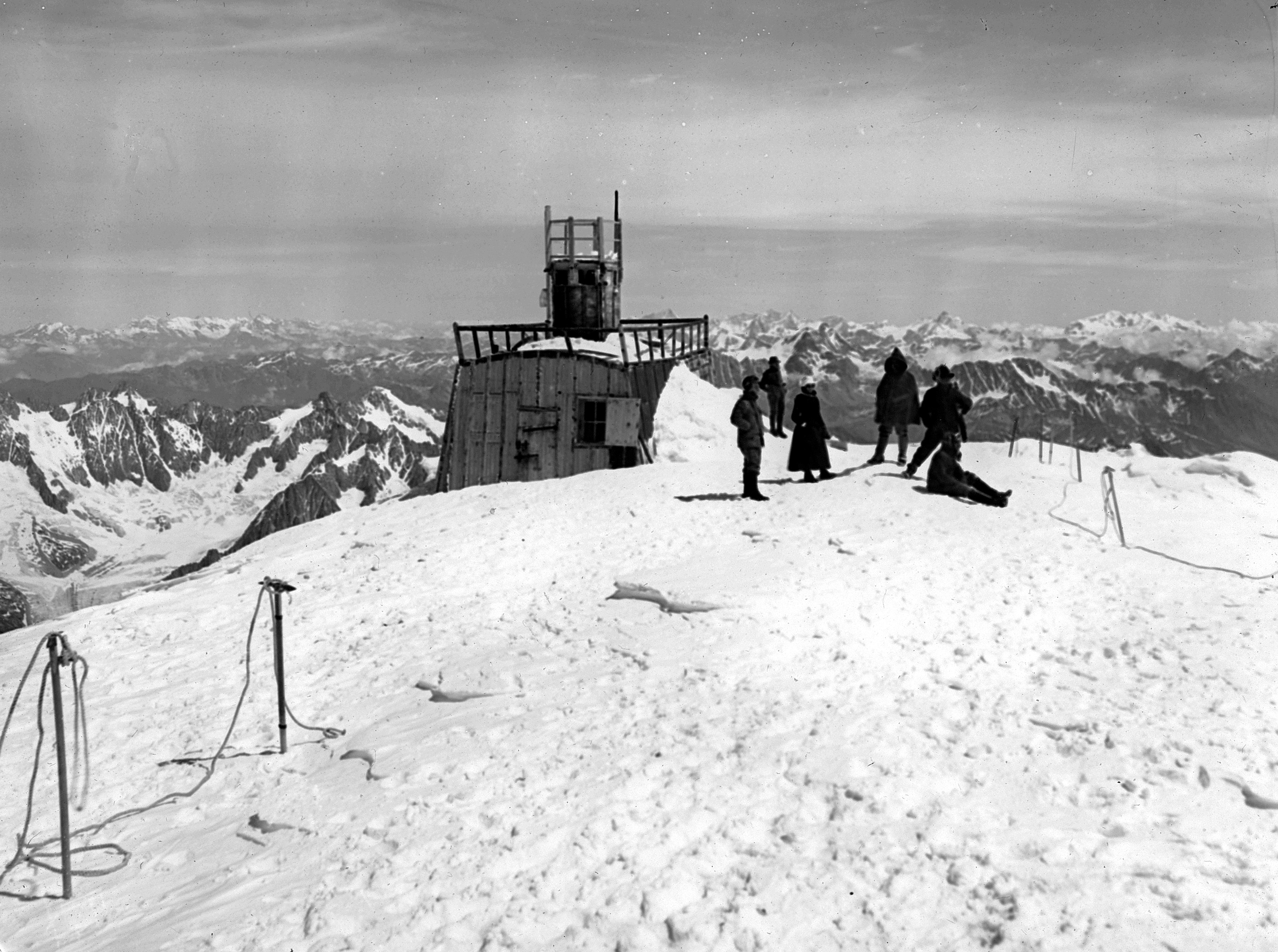
Observatoire de Jules Janssen au sommet du Mont Blanc.

## Distinctions
- Commandeur de la Légion d'honneur (décret du 13 juillet 1893)
- dignitaire de l'ordre de la Rose (Brésil)
- commandeur de l'ordre de Sant'Iago de l'Épée (Portugal)
- grand-croix de l'ordre de Saint-Stanislas (Russie)
- grand-croix de l'ordre royal de Saint-Sava (Serbie)
- Grand officier de l'ordre de la Couronne d'Italie

## Sa mémoire
Jules Janssen partage la découverte de l'hélium avec sir Joseph Norman Lockyer. Il publia en 1904 l'Atlas de photographies solaires, avec près de 6 000 prises de vue en grande partie obtenues à l'observatoire de Meudon.
Jules Janssen a créé le prix Jules-Janssen, décerné chaque année depuis 1897 par la Société astronomique de France (SAF).
La ville de Meudon a nommé en son honneur la place où se situe l'entrée de l'Observatoire. Une statue placée sur la terrasse publique a été inaugurée le 31 octobre 1920 . Le cratère lunaire Janssen (45,4° S, 40,3° E) et le cratère martien homonyme portent son nom.